# Ted Williams
Pour les articles homonymes, voir Williams et Ted Williams (homonymie).
Theodore Samuel Williams, dit Ted Williams, né Teddy Samuel le 30 août 1918 à San Diego (Californie) et mort le 5 juillet 2002 à Inverness (Floride) (son corps est cryonisé par Alcor Life Extension Foundation), est un joueur américain de baseball évoluant en Ligue majeure de baseball entre 1939 et 1960. Il passe dix-neuf saisons comme joueur en Ligue majeure mais sa carrière est interrompue deux fois par son service militaire. Pendant sa carrière, il frappe avec une moyenne au bâton de 0,344, la quatrième meilleure moyenne de l'histoire des ligues majeures. Il est élu deux fois le meilleur joueur de la Ligue américaine, remporte six fois le titre de la meilleure moyenne au bâton et deux triples couronnes (meilleure moyenne au bâton, meilleur nombre de coups de circuit et plus grand nombre de points produits sur une saison). Il est le dernier joueur à obtenir une moyenne au bâton supérieure à 0,400 en 1941, la meilleure moyenne depuis 1941 est de 0,390 par George Brett en 1980 ou 0,394 par Tony Gwynn en 1994 lors d'une saison raccourcie où les joueurs ont disputé moins de 110 parties. Pas simplement un frappeur de simples, il a frappé 521 coups de circuits en dix-neuf saisons, dont deux saisons raccourcies par son service militaire. Avec plus de présences au bâton, il aurait eu ses chances de frapper plus de 600 circuits.
Il remporte six titres de champion de la moyenne au bâton, le premier en 1941 et le dernier en 1958 alors qu'il a quarante ans. En 1941, sa moyenne est 0,3996 avec deux matchs de la saison à jouer. Sa moyenne aurait été enregistrée comme 0,400. Après une discussion avec le manager des Red Sox, il décide de jouer, et frappe six coups sûrs en huit présences au bâton pour finir la saison avec une moyenne de 0,406. Cette même saison, il compte 147 buts-sur-balles et 37 coups de circuits. Son pourcentage de présences sur les buts reste le meilleur de l'histoire des ligues majeures jusqu'en 2002 quand Barry Bonds l'a dépassé. Il n'a fait qu'une apparition en Série mondiale et où il frappe 0,200 avec un point produit et deux points. Les Red Sox perdent la série quatre matchs à trois.
Williams rejoint deux fois les rangs militaires. Il sert comme pilote d'avion dans l'US Navy et l'United States Marine Corps durant la Seconde Guerre mondiale et la Guerre de Corée. Pour ses efforts, il reçoit la médaille présidentielle de la Liberté.

## Biographie

### Origines
Ted Williams voit le jour le 30 août 1918 à San Diego (Californie). La mère de Ted Williams, May Venzor, est née le 8 mai 1891. Son lieu de naissance est sujet à débat : son contrat de mariage indique Mexico, mais le certificat de naissance de Ted stipule que sa mère a vu le jour à El Paso au Texas. Dans son autobiographie My Turn at Bat en 1969, Williams indique sa mère est « en partie mexicaine et en partie française », des origines hispaniques que Williams tait la plupart du temps, redoutant l'exclusion causée par le racisme de l'époque en Californie du Sud. Il écrit d'ailleurs dans cet ouvrage le nom de famille de sa mère « Venzer » plutôt que « Venzor », une faute que son cousin Salvador Herrera croit être une anglicisation délibérée. En effet, Williams refusait d'admettre son héritage mexicain et, devant l'insistance de ses interlocuteurs, prétendait avoir des origines basques. Cette prétention n'est pas avérée, et la transformation de « Venzor » en « Venzer » dans son autobiographie serait une façon de rendre le nom de famille de sa mère conforme à l'orthographe en usage chez les Basques, et non chez les Mexicains.

### Les débuts
Dès son passage par la Herbert Hoover High School de San Diego, ses qualités de frappeur s'affichent dans ses statistiques : 0,583 de moyenne au bâton en 1935, par exemple. En 1936, il se contente de 0,403 au bâton car il s'essaye, avec succès, au poste de lanceur. Au cours d'une partie contre une équipe de Santa Monica en Bay City League, il sort 23 frappeurs sur des prises et frappe un coup de circuit. Ces performances attirent vite les recruteurs qui le suivent depuis 1935. Les clubs les plus pressants sont les Los Angeles Angels de la Pacific Coast League ainsi que les Cardinals de Saint-Louis, les Yankees de New York et les Tigers de Détroit des ligues majeures. Ses parents repoussent ces offres afin que Ted termine ses études secondaires.
Pendant son avant-dernière année de secondaire, Ted joue le dimanche avec une équipe semi-professionnelle de San Diego. Excellent en scolaire et en semi-pro, la presse de San Diego lui consacre ses premiers articles. Il s'engage le 26 juin 1936 pour 150 dollars par mois avec les San Diego Padres, nouvelle équipe de Pacific Coast League. L'accord avec les Padres prévoit le versement de 10 % du montant du transfert vers les ligues majeures. Lors de sa première sortie avec les Padres, à l'occasion d'un match de charité, Ted frappe un coup sûr.
En juillet 1936, le manager général des Red Sox de Boston se déplace en Californie pour superviser Bobby Doerr. Son intérêt se porte rapidement sur Ted. Il fait une offre aux Padres pour les deux joueurs. Les Padres rejettent l'offre. Ted doit encore achever ses études, ce qu'il fait une fois sa première saison avec les Padres achevée. Dans l'annuaire de son école où les jeunes diplômés notent leurs vœux pour l'avenir, Ted n'inscrit qu'un mot : baseball.
Durant sa seconde saison avec les Padres, Ted mène la PCL en matière de coups de circuit. Les Red Sox se mettent d'accord avec le propriétaire des Padres pour 35 000 dollars. La mère de Ted est furieuse, car les Padres refusent de lui verser les 10 % promis (ils se mettent finalement d'accord avec 2500 dollars), mais aussi, et surtout, en raison de lâge de Ted. Il était prévu que le départ de Williams vers les ligues majeures se ferait à 21 ans. Or, il n'a que 19 ans.

### Premiers pas chez les Red Sox de Boston
Ted Williams fait ses débuts en Ligue majeure avec les Red Sox de Boston le 20 avril 1939.

### Seconde Guerre mondiale

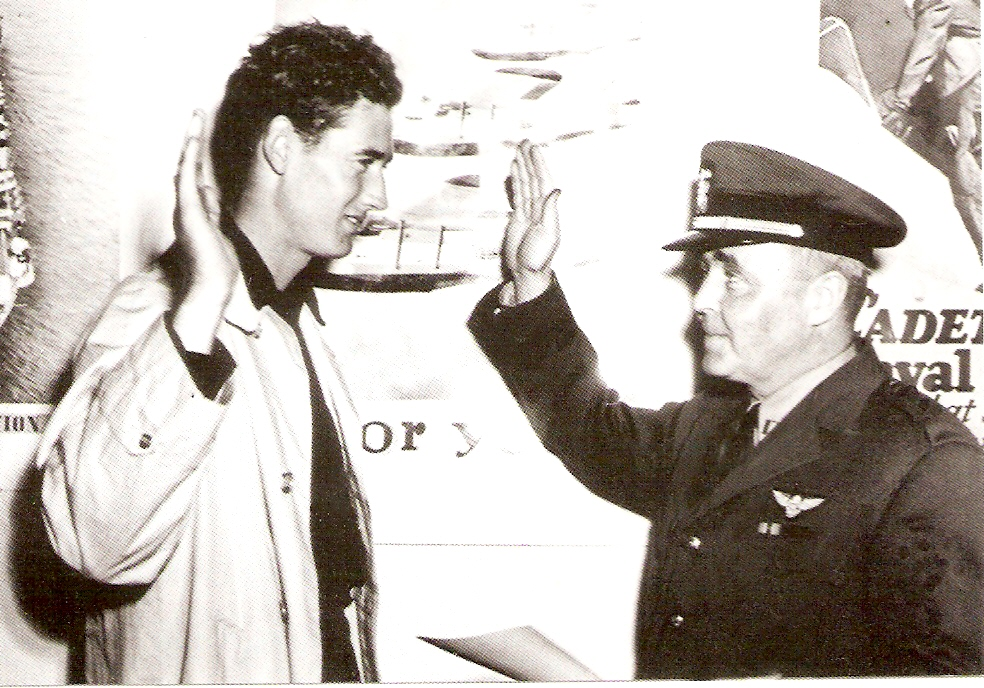
Ted Williams s'engage dans l'US Navy en 1942.

Ted Williams s'engage dans l'US Navy le 22 mai 1942. Il reste sous les drapeaux jusqu'en 1946.

### Retour chez les Red Sox de Boston
De retour sur les terrains de Ligue majeure en 1946, Ted Williams est désigné meilleur joueur en Ligue américaine.

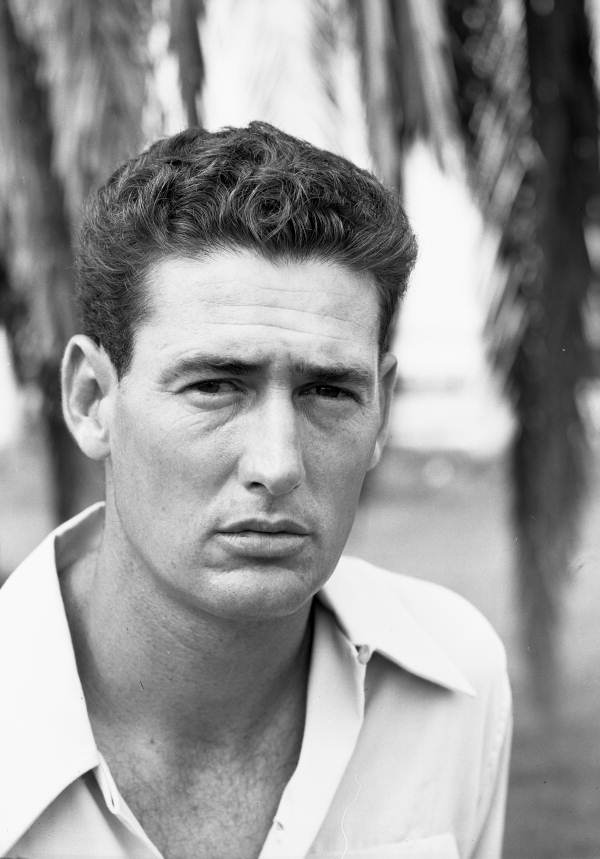
Portrait de Williams en 1949.

### Guerre de Corée
Ted est rappelé sous les drapeaux à l'occasion de la Guerre de Corée de 1952 à 1953.

### Fin de carrière chez les Red Sox de Boston
Ted Williams joue son dernier match de Ligue majeure le 28 septembre 1960. À cette occasion, il frappe un coup de circuit lors de son ultime passage au bâton. La foule s'attend à un geste de Williams, mais ce dernier fait le tour des bases sans ôter sa casquette. Interrogé sur ce dernier tour du diamant, Williams concèdera avoir pensé à faire un geste envers la foule, mais « je me suis contenté d'y penser », ajouta-t-il aussitôt.

### Retraite sportive
Élu au Temple de la renommée du baseball en 1966, il utilise son discours d'introduction pour réclamer l'admission des joueurs noirs de Negro League, tels Satchel Paige et Josh Gibson. Page sera admis en 1971 ; Gibson l'année suivante.
Il occupe pendant quatre saisons le poste de manager chez les Senators de Washington (1969-1972). Il fait trois saisons dans la capitale fédérale puis déménage au Texas en 1972 avec la franchise rebaptisée Rangers du Texas (1972).
Son numéro 9 est retiré par la franchise des Red Sox en 1984.
Passionné de pêche sportive, il brille dans cette discipline et est introduit au International Game Fish Association Hall of Fame en 2000.

## Palmarès personnel

### Titres et honneurs
Pacific Coast League
- Champion de la PCL : 1937.

Ligue majeure de baseball
- Champion de la Ligue américaine : 1946.
- Meilleur joueur des ligues majeures en Ligue américaine : 1946, 1949.
- Triple couronne en Ligue américaine : 1942, 1947.
- Leader à la moyenne au bâton en Ligue américaine : 1941, 1942, 1947, 1948, 1957, 1958.
- Leader des coups de circuit en Ligue américaine : 1941, 1942, 1947, 1949,
- Membre de l'équipe d'étoiles : 1940, 1941, 1942, 1946, 1947, 1948, 1949, 1950, 1951, 1953, 1954, 1955, 1956, 1957, 1958, 1959, 1959², 1960, 1960².
- Élu au Temple de la renommée du baseball en 1966.
- Membre de l'Équipe du siècle (1999).
- Maillot retiré par les Red Sox en 1984.

### Statistiques annuelles

#### En Pacific Baseball League
| Saison | Équipe    | G   | AB  | H   | 2B | 3B | HR | BA    |
| ------ | --------- | --- | --- | --- | -- | -- | -- | ----- |
| 1936   | San Diego | 42  | 107 | 29  | 8  | 2  | 0  | 0,271 |
| 1937   | San Diego | 138 | 454 | 132 | 24 | 2  | 23 | 0,291 |
| Totaux | Totaux    | 180 | 561 | 161 | 32 | 4  | 23 |       |

#### En Association américaine
| Saison | Équipe      | G   | AB  | H   | 2B | 3B | HR | BA    |
| ------ | ----------- | --- | --- | --- | -- | -- | -- | ----- |
| 1938   | Minneapolis | 148 | 528 | 193 | 30 | 9  | 43 | 0,366 |
| Totaux | Totaux      | 148 | 528 | 193 | 30 | 9  | 43 | 0,366 |

#### En Ligue majeure
| Saison | Équipe | G    | AB   | R    | H    | 2B  | 3B | HR  | RBI  | SB | BA    |
| ------ | ------ | ---- | ---- | ---- | ---- | --- | -- | --- | ---- | -- | ----- |
| 1939   | Boston | 149  | 565  | 131  | 185  | 44  | 11 | 31  | 145  | 2  | 0,327 |
| 1940   | Boston | 144  | 561  | 134  | 193  | 43  | 14 | 23  | 113  | 4  | 0,344 |
| 1941   | Boston | 143  | 456  | 135  | 185  | 33  | 3  | 37  | 120  | 2  | 0,406 |
| 1942   | Boston | 150  | 522  | 141  | 186  | 34  | 5  | 36  | 137  | 3  | 0,356 |
| 1946   | Boston | 150  | 514  | 142  | 176  | 37  | 8  | 38  | 123  | 0  | 0,342 |
| 1947   | Boston | 156  | 528  | 125  | 181  | 40  | 9  | 32  | 114  | 0  | 0,343 |
| 1948   | Boston | 137  | 509  | 124  | 188  | 44  | 3  | 25  | 127  | 4  | 0,369 |
| 1949   | Boston | 155  | 566  | 150  | 194  | 39  | 3  | 43  | 159  | 1  | 0,343 |
| 1950   | Boston | 89   | 334  | 82   | 106  | 24  | 1  | 28  | 97   | 3  | 0,317 |
| 1951   | Boston | 148  | 531  | 109  | 169  | 28  | 4  | 30  | 126  | 1  | 0,318 |
| 1952   | Boston | 6    | 10   | 2    | 4    | 0   | 1  | 1   | 3    | 0  | 0,400 |
| 1953   | Boston | 37   | 91   | 17   | 37   | 6   | 0  | 13  | 34   | 0  | 0,407 |
| 1954   | Boston | 117  | 386  | 93   | 133  | 23  | 1  | 29  | 89   | 0  | 0,345 |
| 1955   | Boston | 98   | 320  | 77   | 114  | 21  | 3  | 28  | 83   | 2  | 0,356 |
| 1956   | Boston | 136  | 400  | 71   | 138  | 28  | 2  | 24  | 82   | 0  | 0,345 |
| 1957   | Boston | 132  | 420  | 96   | 163  | 28  | 1  | 38  | 87   | 0  | 0,388 |
| 1958   | Boston | 129  | 411  | 81   | 135  | 23  | 2  | 26  | 85   | 1  | 0,328 |
| 1959   | Boston | 103  | 272  | 32   | 69   | 15  | 0  | 10  | 43   | 0  | 0,254 |
| 1960   | Boston | 113  | 310  | 56   | 98   | 15  | 0  | 29  | 72   | 1  | 0,316 |
| Totaux | Totaux | 2292 | 7706 | 1798 | 2654 | 525 | 71 | 521 | 1839 | 24 | 0,344 |

| Saison | Équipe | G | AB | R | H | 2B | 3B | HR | RBI | SB | BA    |
| ------ | ------ | - | -- | - | - | -- | -- | -- | --- | -- | ----- |
| 1946   | Boston | 7 | 25 | 2 | 5 | 0  | 0  | 0  | 1   | 0  | 0,200 |
| Totaux | Totaux | 7 | 25 | 2 | 5 | 0  | 0  | 0  | 1   | 0  | 0,200 |

Note: G = Matches joués ; GS = Matches comme lanceur partant ; CG = Matches complets ; SHO = Blanchissages ; 
V = Victoires ; D = Défaites ; SV = Sauvetages ; IP = Manches lancées ; SO = retraits sur des prises ; ERA = Moyenne de points mérités.